# 1. Bundesliga 2010-11
La 1. Bundesliga 2010-11 fue la 48.ª edición de la Fußball-Bundesliga, la mayor competición futbolística de Alemania. El campeonato constó de 18 equipos: los mejores quince de la edición anterior, el campeón y el subcampeón de la 2. Bundesliga 2009-10, y el ganador de los play-offs de ascenso y descenso entre el puesto 16º de la Bundesliga y el 3º de la 2. Bundesliga de la última temporada. Inició el 21 de agosto de 2010 y finalizó el 14 de mayo de 2011, estableciéndose el descanso invernal entre el 18 de diciembre y el 15 de enero.
El campeón fue Borussia Dortmund, que se consagró con una victoria como local ante Núremberg por 2-0, a falta de dos jornadas. De esta forma, el equipo aurinegro se quedó con su cuarta Bundesliga, y su séptimo título en la máxima categoría del país.

## Equipos
| Pos | Descendidos de 1. Bundesliga |
| --- | ---------------------------- |
| 17º | Bochum                       |
| 18º | Hertha Berlín                |

| Pos | Ascendidos de 2. Bundesliga |
| --- | --------------------------- |
| 1º  | Kaiserslautern              |
| 2º  | San Pauli                   |

| Equipo                                     | Ciudad          | Entrenador          | Estadio               | Aforo  | Marca  | Patrocinador |
| ------------------------------------------ | --------------- | ------------------- | --------------------- | ------ | ------ | ------------ |
| Bayer Leverkusen                           | Leverkusen      | Jupp Heynckes       | BayArena              | 30 210 | Adidas | TelDaFax     |
| Bayern de Múnich                           | Múnich          | Andries Jonker      | Allianz Arena         | 69 900 | Adidas | T-Home       |
| Borussia Dortmund                          | Dortmund        | Jürgen Klopp        | Signal Iduna Park     | 80 552 | Kappa  | Evonik       |
| Borussia Mönchengladbach                   | Mönchengladbach | Lucien Favre        | Borussia Park         | 54 057 | Lotto  | Postbank     |
| Colonia                                    | Colonia         | Volker Finke        | Estadio Rhein Energie | 50 000 | Reebok | REWE         |
| Eintracht Fráncfort                        | Fráncfort       | Christoph Daum      | Commerzbank-Arena     | 51 500 | Jako   | Fraport      |
| Friburgo                                   | Friburgo        | Robin Dutt          | badenova-Stadion      | 24 000 | Nike   | Ehrmann      |
| Hamburgo                                   | Hamburgo        | Michael Oenning     | Imtech Arena          | 57 000 | Adidas | Emirates     |
| Hannover 96                                | Hannover        | Mirko Slomka        | AWD-Arena             | 49 000 |        |              |
| Hoffenheim                                 | Sinsheim        | Marco Pezzaiuoli    | Rhein-Neckar-Arena    | 30 150 |        |              |
| Kaiserslautern                             | Kaiserslautern  | Marco Kurz          | Estadio Fritz Walter  | 49 780 |        |              |
| Maguncia 05                                | Maguncia        | Thomas Tuchel       | Bruchwegstadion       | 20 300 |        |              |
| Núremberg                                  | Núremberg       | Dieter Hecking      | easyCredit-Stadion    | 48 548 |        |              |
| Schalke 04                                 | Gelsenkirchen   | Ralf Rangnick       | Veltins-Arena         | 61 673 |        |              |
| San Pauli                                  | Hamburgo        | Holger Stanislawski | Millerntor-Stadion    | 24 487 |        |              |
| Stuttgart                                  | Stuttgart       | Bruno Labbadia      | Mercedes-Benz Arena   | 39 950 |        |              |
| Werder Bremen                              | Bremen          | Thomas Schaaf       | Weserstadion          | 42 100 |        |              |
| Wolfsburgo                                 | Wolfsburgo      | Felix Magath        | Volkswagen Arena      | 30 000 |        |              |
| Datos actualizados el 10 de abril de 2011. |                 |                     |                       |        |        |              |

### Cambios de entrenadores
| Equipo                   | Entrenador (jornadas)                                                |
| ------------------------ | -------------------------------------------------------------------- |
| Stuttgart                | Christian Gross (1-7) Jens Keller (8-16) Bruno Labbadia (17-34)      |
| Colonia                  | Zvonimir Soldo (1-9) Frank Schaefer (10-31) Volker Finke (31-34)     |
| Hoffenheim               | Ralf Rangnick (1-17) Marco Pezzaiuoli (18-34)                        |
| Wolfsburgo               | Steve McClaren (1-21) Pierre Littbarski (22-26) Felix Magath (27-34) |
| Borussia Mönchengladbach | Michael Frontzeck (1-22) Lucien Favre (23-34)                        |
| Hamburgo                 | Armin Veh (1-26) Michael Oenning (27-34)                             |
| Schalke 04               | Felix Magath (1-26) Ralf Rangnick (27-34)                            |
| Eintracht Fráncfort      | Michael Skibbe (1-27) Christoph Daum (28-34)                         |
| Bayern de Múnich         | Louis van Gaal (1-29) Andries Jonker (30-34)                         |

### Equipos porEstados federados
| Región                      | N.º | Equipos                                                                             |
| --------------------------- | --- | ----------------------------------------------------------------------------------- |
| Renania del Norte-Westfalia | 5   | Colonia, Borussia Dortmund, Bayer Leverkusen, Borussia Mönchengladbach y Schalke 04 |
| Baden-Wurtemberg            | 3   | Friburgo, Hoffenheim y Stuttgart                                                    |
| Baja Sajonia                | 2   | Hannover 96 y Wolfsburgo                                                            |
| Baviera                     | 2   | Bayern de Múnich y Núremberg                                                        |
| Hamburgo                    | 2   | Hamburgo y San Pauli                                                                |
| Renania-Palatinado          | 2   | Kaiserslautern y Maguncia 05                                                        |
| Bremen                      | 1   | Werder Bremen                                                                       |
| Hesse                       | 1   | Eintracht Fráncfort                                                                 |

## Sistema de competición
Los dieciocho equipos se enfrentaron entre sí bajo el sistema de todos contra todos a doble rueda, completando un total de 34 fechas. Las clasificación se estableció a partir de los puntos obtenidos en cada encuentro, otorgando tres por partido ganado, uno por empatado y ninguno en caso de derrota. En caso de igualdad de puntos entre dos o más equipos, se aplicaron, en el mencionado orden, los siguientes criterios de desempate:
1. Mejor diferencia de goles en todo el campeonato;
2. Mayor cantidad de goles a favor en todo el campeonato;
3. Mayor cantidad de puntos en los partidos entre los equipos implicados;
4. Mejor diferencia de goles en los partidos entre los equipos implicados;
5. Mayor cantidad de goles a favor en los partidos entre los equipos implicados.

Al finalizar el campeonato, el equipo ubicado en el primer lugar de la clasificación se consagró campeón y clasificó a la fase de grupos de la Liga de Campeones de la UEFA 2011-12, junto con el subcampeón; el tercero, por su parte, accedió a los play-offs. A su vez, el equipo ubicado en cuarto lugar clasificó a los play-offs de la Liga Europa de la UEFA 2011-12 junto con el campeón de la Copa de Alemania, mientras que el quinto disputó la tercera ronda previa.
Por otro lado, los equipos que ocuparon los últimos dos puestos de la clasificación —decimoséptima y decimoctava— descendieron de manera directa a la 2. Bundesliga, a la vez que el decimosexto disputó la serie de play-offs de ascenso y descenso ante un equipo de dicha categoría.

## Clasificación
| Pos. | Equipo                   | Pts. | PJ | G  | E  | P  | GF | GC | Dif. | Clasificación 2011-12                  |
| ---- | ------------------------ | ---- | -- | -- | -- | -- | -- | -- | ---- | -------------------------------------- |
| 1    | Borussia Dortmund (C)    | 75   | 34 | 23 | 6  | 5  | 67 | 22 | +45  | Fase de grupos de la Liga de Campeones |
| 2    | Bayer Leverkusen         | 68   | 34 | 20 | 8  | 6  | 64 | 44 | +20  | Fase de grupos de la Liga de Campeones |
| 3    | Bayern Múnich            | 65   | 34 | 19 | 8  | 7  | 81 | 40 | +41  | Play-offs de la Liga de Campeones      |
| 4    | Hannover 96              | 60   | 34 | 19 | 3  | 12 | 49 | 45 | +4   | Play-offs de la Liga Europa            |
| 5    | Maguncia 05              | 58   | 34 | 18 | 4  | 12 | 52 | 39 | +13  | Tercera ronda previa de la Liga Europa |
| 6    | Núremberg                | 47   | 34 | 13 | 8  | 13 | 47 | 45 | +2   |                                        |
| 7    | Kaiserslautern           | 46   | 34 | 13 | 7  | 14 | 48 | 51 | −3   |                                        |
| 8    | Hamburgo                 | 45   | 34 | 12 | 9  | 13 | 46 | 52 | −6   |                                        |
| 9    | Friburgo                 | 44   | 34 | 13 | 5  | 16 | 41 | 50 | −9   |                                        |
| 10   | Colonia                  | 44   | 34 | 13 | 5  | 16 | 47 | 62 | −15  |                                        |
| 11   | Hoffenheim               | 43   | 34 | 11 | 10 | 13 | 50 | 50 | 0    |                                        |
| 12   | Stuttgart                | 42   | 34 | 12 | 6  | 16 | 60 | 59 | +1   |                                        |
| 13   | Werder Bremen            | 41   | 34 | 10 | 11 | 13 | 47 | 61 | −14  |                                        |
| 14   | Schalke 04               | 40   | 34 | 11 | 7  | 16 | 38 | 44 | −6   | Play-offs de la Liga Europa            |
| 15   | Wolfsburgo               | 38   | 34 | 9  | 11 | 14 | 43 | 48 | −5   |                                        |
| 16   | Borussia Mönchengladbach | 36   | 34 | 10 | 6  | 18 | 48 | 65 | −17  | Promoción por la permanencia           |
| 17   | Eintracht Fráncfort      | 34   | 34 | 9  | 7  | 18 | 31 | 49 | −18  | Descenso de categoría                  |
| 18   | San Pauli                | 29   | 34 | 8  | 5  | 21 | 35 | 68 | −33  | Descenso de categoría                  |

Actualizado a los partidos jugados el 14 de mayo de 2011.
 Fuente: DFB
1. ↑  Copa de Alemania (CC): Schalke 04 clasificó a los play-offs de la Liga Europa como campeón de la Copa de Alemania 2010-11.

## Resultados
| Local \ Visitante        | BAL | BAY | BOD | BOM | COL | FRA | FRI | HAM | HAN | HOF | KAI | MAI | NUR | SCH | STP | STU | WER | WOL |
| ------------------------ | --- | --- | --- | --- | --- | --- | --- | --- | --- | --- | --- | --- | --- | --- | --- | --- | --- | --- |
| Bayer Leverkusen         | —   | 1–1 | 1–3 | 3–6 | 3–2 | 2–1 | 2–2 | 1–1 | 2–0 | 2–1 | 3–1 | 0–1 | 0–0 | 2–0 | 2–1 | 4–2 | 2–2 | 3–0 |
| Bayern Múnich            | 5–1 | —   | 1–3 | 1–0 | 0–0 | 4–1 | 4–2 | 6–0 | 3–0 | 4–0 | 5–1 | 1–2 | 3–0 | 4–1 | 3–0 | 2–1 | 0–0 | 2–1 |
| Borussia Dortmund        | 0–2 | 2–0 | —   | 4–1 | 1–0 | 3–1 | 3–0 | 2–0 | 4–1 | 1–1 | 5–0 | 1–1 | 2–0 | 0–0 | 2–0 | 1–1 | 2–0 | 2–0 |
| Borussia Mönchengladbach | 1–3 | 3–3 | 1–0 | —   | 5–1 | 0–4 | 2–0 | 1–2 | 1–2 | 2–0 | 0–1 | 2–3 | 1–1 | 2–1 | 1–2 | 2–3 | 1–4 | 1–1 |
| Colonia                  | 2–0 | 3–2 | 1–2 | 0–4 | —   | 1–0 | 1–0 | 3–2 | 4–0 | 1–1 | 1–3 | 4–2 | 1–0 | 2–1 | 1–0 | 1–3 | 3–0 | 1–1 |
| Eintracht Fráncfort      | 0–3 | 1–1 | 1–0 | 0–1 | 0–2 | —   | 0–1 | 1–3 | 0–3 | 0–4 | 0–0 | 2–1 | 2–0 | 0–0 | 2–1 | 0–2 | 1–1 | 3–1 |
| Friburgo                 | 0–1 | 1–2 | 1–2 | 3–0 | 3–2 | 0–0 | —   | 1–0 | 1–3 | 3–2 | 2–1 | 1–0 | 1–1 | 1–2 | 1–3 | 2–1 | 1–3 | 2–1 |
| Hamburgo                 | 2–4 | 0–0 | 1–1 | 1–1 | 6–2 | 1–0 | 0–2 | —   | 0–0 | 2–1 | 2–1 | 2–4 | 1–1 | 2–1 | 0–1 | 4–2 | 4–0 | 1–3 |
| Hannover 96              | 2–2 | 3–1 | 0–4 | 0–1 | 2–1 | 2–1 | 3–0 | 3–2 | —   | 2–0 | 3–0 | 2–0 | 3–1 | 0–1 | 0–1 | 2–1 | 4–1 | 1–0 |
| Hoffenheim               | 2–2 | 1–2 | 1–0 | 3–2 | 1–1 | 1–0 | 0–1 | 0–0 | 4–0 | —   | 3–2 | 1–2 | 1–1 | 2–0 | 2–2 | 1–2 | 4–1 | 1–3 |
| Kaiserslautern           | 0–1 | 2–0 | 1–1 | 3–0 | 1–1 | 0–3 | 2–1 | 1–1 | 0–1 | 2–2 | —   | 0–1 | 0–2 | 5–0 | 2–0 | 3–3 | 3–2 | 0–0 |
| Mainz 05                 | 0–1 | 1–3 | 0–2 | 1–0 | 2–0 | 3–0 | 1–1 | 0–1 | 0–1 | 4–2 | 2–1 | —   | 3–0 | 0–1 | 2–1 | 2–0 | 1–1 | 0–1 |
| Núremberg                | 1–0 | 1–1 | 0–2 | 0–1 | 3–1 | 3–0 | 1–2 | 2–0 | 3–1 | 1–2 | 1–3 | 0–0 | —   | 2–1 | 5–0 | 2–1 | 1–3 | 2–1 |
| Schalke 04               | 0–1 | 2–0 | 1–3 | 2–2 | 3–0 | 2–1 | 1–0 | 0–1 | 1–2 | 0–1 | 0–1 | 1–3 | 1–1 | —   | 3–0 | 2–2 | 4–0 | 1–0 |
| St. Pauli                | 0–1 | 1–8 | 1–3 | 3–1 | 3–0 | 1–3 | 2–2 | 1–1 | 0–1 | 0–1 | 1–0 | 2–4 | 3–2 | 0–2 | —   | 1–2 | 1–3 | 1–1 |
| Stuttgart                | 1–4 | 3–5 | 1–3 | 7–0 | 0–1 | 1–2 | 0–1 | 3–0 | 2–1 | 1–1 | 2–4 | 1–0 | 1–4 | 1–0 | 2–0 | —   | 6–0 | 1–1 |
| Werder Bremen            | 2–2 | 1–3 | 2–0 | 1–1 | 4–2 | 0–0 | 2–1 | 3–2 | 1–1 | 2–1 | 1–2 | 0–2 | 2–3 | 1–1 | 3–0 | 1–1 | —   | 0–1 |
| Wolfsburgo               | 2–3 | 1–1 | 0–3 | 2–1 | 4–1 | 1–1 | 2–1 | 0–1 | 2–0 | 2–2 | 1–2 | 3–4 | 1–2 | 2–2 | 2–2 | 2–0 | 0–0 | —   |

| Bundesliga                           |
|                                      |
| Campeón Borussia Dortmund 7.° título |

## Play-off de ascenso y descenso
Los horarios corresponden al huso horario de Alemania (Hora central europea): UTC+2 en horario de verano.
| Ida; 19 de mayo de 2011, 20:30 | Borussia Mönchengladbach | 1:0 (0:0) | Bochum | Borussia Park, Mönchengladbach                          |                                                         |
|                                | de Camargo 90+3'         | Reporte   |        | Asistencia: 54 057 espectadores Árbitro(s): Günter Perl | Asistencia: 54 057 espectadores Árbitro(s): Günter Perl |

| Vuelta; 25 de mayo de 2011, 20:30 | Bochum               | 1:1 (1:0) | Borussia Mönchengladbach | Rewirpowerstadion, Bochum                                   |                                                             |
|                                   | Nordtveit 24' (a.g.) | Reporte   | Reus 72'                 | Asistencia: 28 650 espectadores Árbitro(s): Peter Gagelmann | Asistencia: 28 650 espectadores Árbitro(s): Peter Gagelmann |

Borussia Mönchengladbach se aseguró la permanencia en la 1. Bundesliga con un marcador global de 2-1.

## Estadísticas

### Goleadores

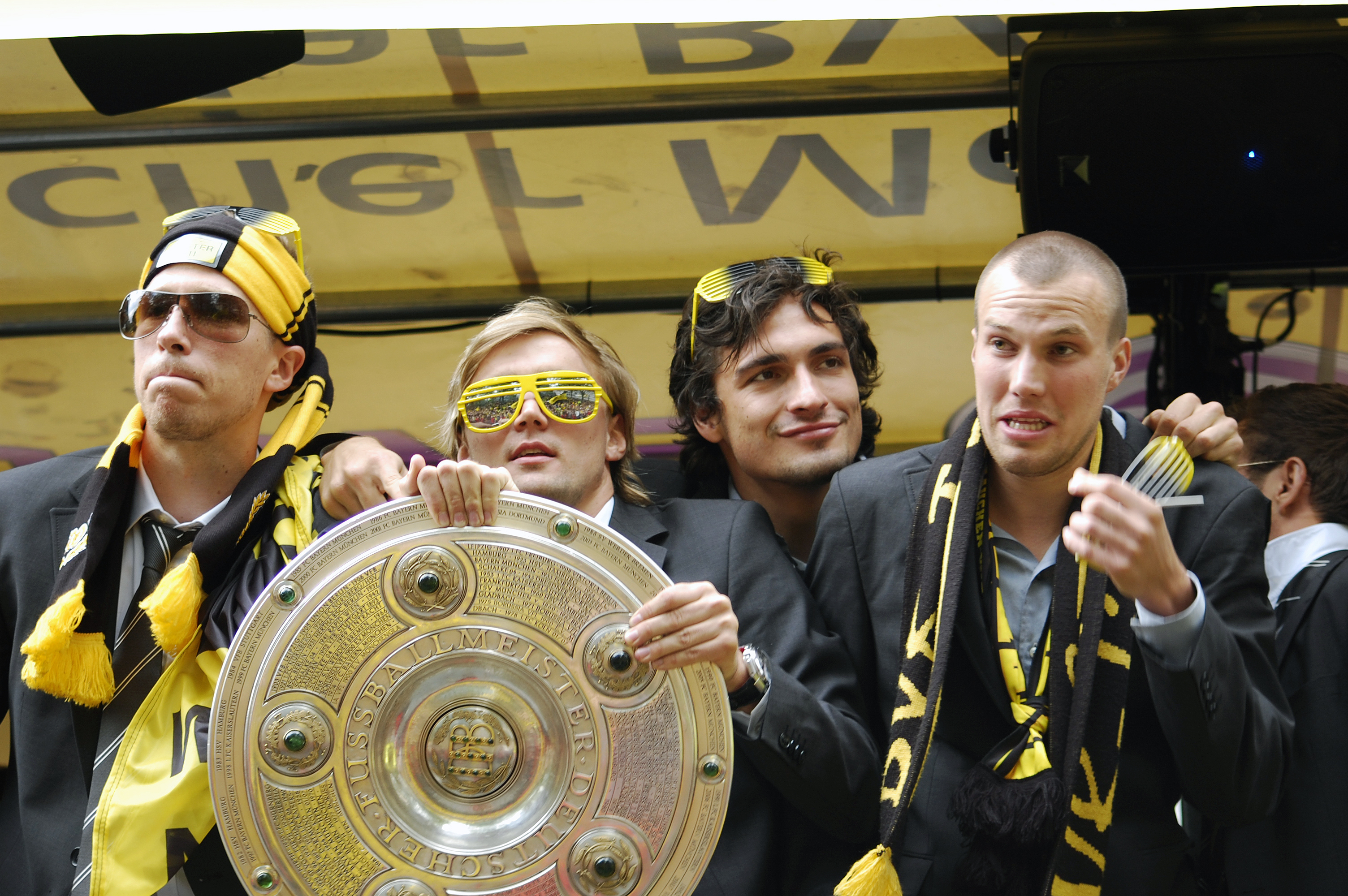
Los jugadores del Borussia Dortmund Marco Stiepermann, Marcel Schmelzer, Mats Hummels y Kevin Großkreutz celebrando el título.

| Jugador            | Equipo              | Goles | Partidos | Promedio |
| ------------------ | ------------------- | ----- | -------- | -------- |
| Mario Gómez        | Bayern de Múnich    | 28    | 32       | 0.88     |
| Papiss Cissé       | Friburgo            | 22    | 32       | 0.69     |
| Milivoje Novakovič | Colonia             | 17    | 28       | 0.61     |
| Srđan Lakić        | Kaiserslautern      | 16    | 31       | 0.52     |
| Lucas Barrios      | Borussia Dortmund   | 16    | 32       | 0.5      |
| Theofanis Gekas    | Eintracht Fráncfort | 16    | 34       | 0.47     |
| André Schürrle     | Maguncia 05         | 15    | 33       | 0.45     |
| Didier Ya Konan    | Hannover 96         | 14    | 28       | 0.5      |
| Lukas Podolski     | Colonia             | 13    | 32       | 0.41     |
| Raúl González      | Schalke 04          | 13    | 34       | 0.38     |
| Arjen Robben       | Bayern de Múnich    | 12    | 14       | 0.86     |
| Thomas Müller      | Bayern de Múnich    | 12    | 34       | 0.35     |
| Claudio Pizarro    | Werder Bremen       | 10    | 22       | 0.45     |